# Ngaiming Mok
Ngaiming Mok (Hong Kong, 1956) é uma matemático chines, professor da Universidade de Hong Kong. Trabalha com geometria diferencial complexa e geometria algébrica.
Mok estudou na Universidade de Chicago e na Universidade Yale (mestrado em 1978) e obteve um doutorado em 1980 na Universidade Stanford, orientado por Yum-Tong Siu, com a tese The Serre Problem on Riemann Surfaces. Esteve depois na Universidade de Princeton e foi professor da Universidade Columbia e da Universidade Paris-Sul em Orsay, antes de retornar para Hong Kong como professor da Universidade de Hong Kong
Recebeu com Duong H. Phong o Prêmio Stefan Bergman de 2009.
Foi palestrante convidado do Congresso Internacional de Matemáticos em Zurique (1994: Fibering compact Kähler manifolds over projective algebraic varieties of general type).

## Obras
- Metric rigidity theorems on hermitian locally symmetric manifolds, World Scientific 1989
- Metric rigidity theorems on locally symmetric Hermitian spaces, Proc. Natl. Acad. Sci. U.S.A. 83 (1986), 2288–2290.
- Uniqueness theorems of Hermitian metrics of seminegative curvature on locally symmetric spaces of negative Ricci curvature, Ann. Math. 125 (1987), 105-152.
- The uniformization theorem for compact Kähler manifolds of nonnegative holomorphic bisectional curvature, J. Diff. Geom. 27 (1988), 179-214.
- Compactification of complete Kähler surfaces of finite volume satisfying certain curvature conditions, Ann. Math. 129 (1989), 383-425.
- com  J.-Q. Zhong: Compactifying complete Kähler-Einstein manifolds of finite topological type and bounded curvature, Ann. Math. 129 (1989), 427-470.
- com H.-D. Cao: Holomorphic immersions between compact hyperbolic space forms, Invent. Math. 100 (1990), 49-61.
- Factorization of semisimple discrete representation of Kähler groups, Invent. Math. 110 (1992), 557-614.
- com  Yum-Tong Siu, S.-K. Yeung: Geometric superrigidity, Invent. Math. 113 (1993), 57-83.
- com Jun-Muk Hwang: Rigidity of irreducible Hermitian symmetric spaces of the compact type under Kähler deformation, Invent. Math. 131 (1998), 393-418.
- com  J.-M. Hwang: Holomorphic maps from rational homogeneous spaces of Picard number 1 onto projective manifolds, Invent. Math. 136 (1999), 209-231.
- Extremal bounded holomorphic functions and an embedding theorem for arithmetic varieties of rank  2, Invent. Math. 158 (2004), 1-31.
- com J.-M. Hwang: Prolongations of infinitesimal linear automorphisms of projective varieties and rigidity of rational homogeneous spaces of Picard number 1 under Kähler deformation, Invent. Math. 160 (2005), 591-645.
- Geometric structures on uniruled projective manifolds defined by their varieties of minimal rational tangents, Proceedings of the Conference "Géometrie différentielle, Physique mathématique, Mathématique et Société", Astérisque 322 (2008), Volume II, 151-205
- com J. Hong: Analytic continuation of holomorphic maps respecting varieties of minimal rational tangents and applications to rational homogeneous manifolds, J. Diff. Geom. 86 (2010), 539-567.
- S.-C. Ng: Germs of measure-preserving holomorphic maps from bounded symmetric domains to their Cartesian products, J. Reine Angew. Math. 669, (2012), 47-73.
- Extension of germs of holomorphic isometries up to normalizing constants with respect to the Bergman metric, J. Eur. Math. Soc. 14 (2012), 1617–1656.